# Єронім Стройновський
Єронім Стройновський, або Геронім Стройновський гербу Стремено (пол. Hieronim Stroynowski, лит. Jeronimas Stroinovskis; 20 вересня 1752, с. Великий Ходачків нині Тернопільського району — 5 серпня 1815, Ельнокамп біля Вільна) — польський правознавець, економіст, державний і релігійний діяч, єпископ Віленський (1814—1815), ректор Головної віленської школи та перший ректор імператорського Віленського університету. Брат економіста Валеріана Стройновского.

## Життєпис
Народився в с. Великий Ходачків (нині Тернопільського району Тернопільської області) в сім'ї Бенедикта і Маріанни. Навчався у школі піярів у Золочеві й у 1766 році вступив до їхнього ордену в Подолинці, прийнявши ім'я Єроніма (Героніма) від св. Бенедикта (хресне ім'я Єронім). Подальші філософсько-богословські студії продовжив у Подолинцю в тамтешній школі ордену. Священичі свячення отримав 6 квітня 1776 року. З 1774 року був учителем у піярських школах, між іншим, викладав у варшавській привілейованій колегії Collegium Nobilium спочатку геометрію і математику, логіку, метафізику, потім також природне право і політичну економію. Від 1781 року — викладач Віленського університету (тоді Головної школи Великого князівства Литовського). Від 1782 року перебував у Кракові, де в Ягеллонському університеті здобув ступінь доктора богослов'я і обох прав (цивільного і канонічного). У 1783 році повернувся до Вільна і став професором університету.
У 1791 році Чотирирічний сейм покликав його до праці в кодифікаціній комісії. Брав діяльну участь у розробці Конституції 3 травня (1790—1793) і нового кодексу цивільного та кримінального права (Кодекс Станіслава Августа; 1791). Промова Стройновского «Mowa o Konstytucji Rządu Ustanowioney dnia trzeciego i piątego Maja Roku 1791» принесла йому широку популярність; за розпорядженням Станіслава Августа була негайно надрукована. Гродненський Сейм 1793 року номінував його до Едукаційної комісії. Повернувшись до Вільна у 1793 році, знову став професором університету, а в 1799 році змінив Мартіна Почобута-Одляницкого на посаді ректора (до 1806 року).
Як економіст був прихильником і пропагатором фізіократії, одним із найвідоміших фізіократів на землях Речі Посполитої. У 1785 році опублікував працю під титулом «Nauka Prawa Przyrodzonego, Politycznego, Ekonomiki Politycznej i Prawa Narodów».

## Єпископ

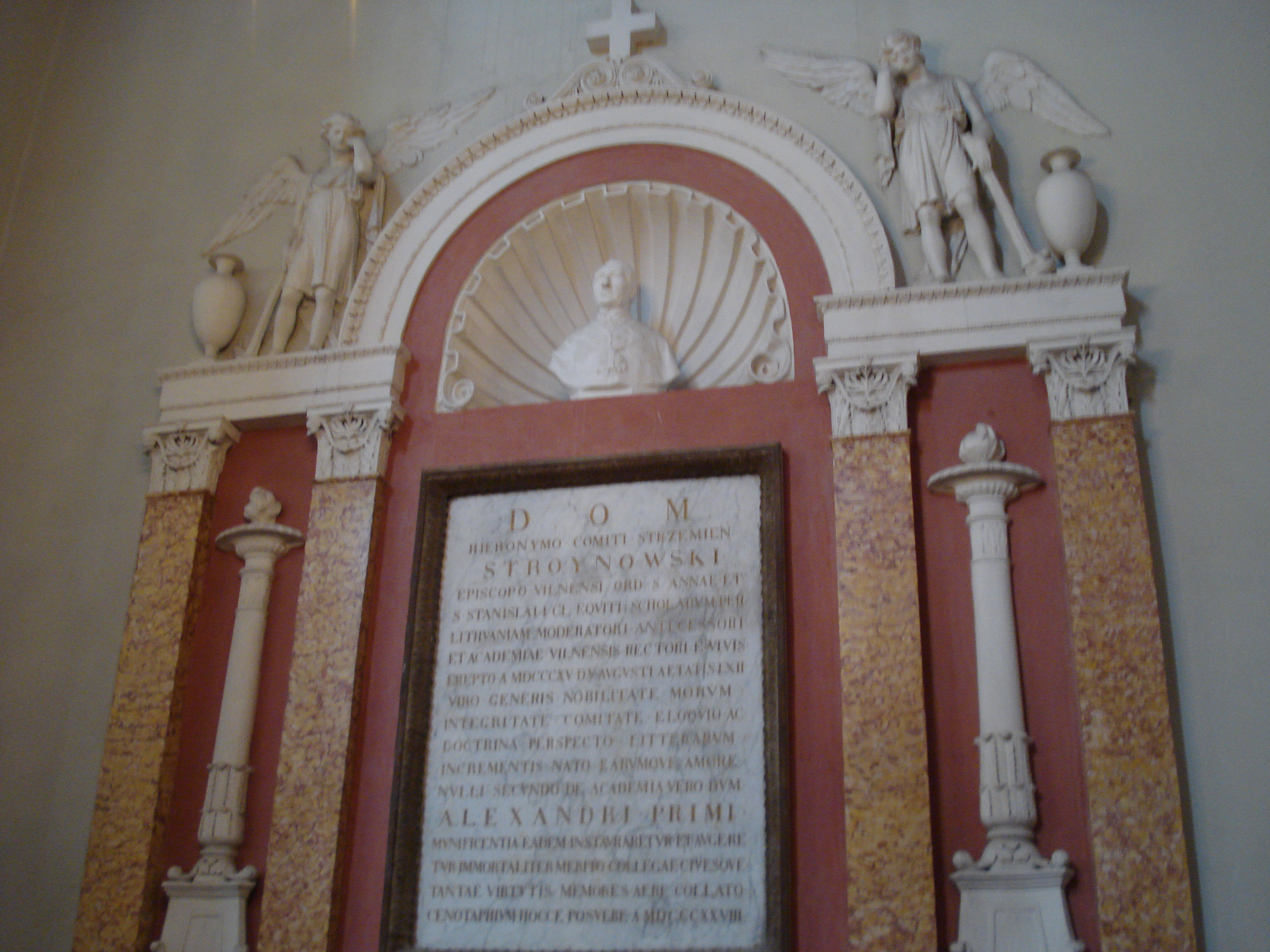
Епітафія на честь Єроніма Стройновського у Віленській церкві святих Йоанів

20 серпня 1804 року номінований єпископом-коад'ютором Луцької дієцезії, а єпископську хіротонію отримав щойно 19 січня 1808 року. Від 1808 року був також адміністратором Віленської дієцезії, а 16 вересня 1814 року став її ординарієм.
Раптово помер 5 серпня 1815 року на хуторі під Вільном. Був похований, згідно із заповітом, у родинній усипальниці Стройновских у Горохові.

## Нагороди і відзнаки
- Медаль «Merentibus» (1792),
- Кавалер ордена святого Станіслава (1794),
- Кавалер ордена святої Анни (1806).

Був членом Флорентійської Академії наук (1787) і академії Аркадія в Римі (1788), наукових товариств Росії і Польщі; був також членом масонської ложі «Старанний литвин» («Lithuaniens Zélés», «Gorliwy Litwin»).